# Kristal Abazaj
Kristal Abazaj (n. 6 iulie 1996) este un fotbalist profesionist albanez care joacă pe postul de atacant pentru echipa națională a Albaniei și pentru Osijek, fiind împrumutat de la Anderlecht.

## Clubul de carieră

### Luftëtari Gjirokastër
În iulie 2016, Abazaj a dat probe pentru echipa Luftëtari Gjirokastër din Prima Ligă a Albaniei  probe pe care le-a trecut cu succes, iar în august 2016 a semnat un contract cu Luftëtari. El și-a făcut debutul în fotbalul profesionist, precum și prima sa apariție în Superliga albaneză în meciul de deschidere al sezonului 2016-2017 împotriva lui Partizani Tirana, care s-a terminat cu o înfrângere scor 0-1. El a terminat primul sezon cu Luftëtari, jucând 35 de meciuri, dintre care 33 în campionat, în 30 din ele ca titular, jucând 2507 de minute și marcând 3 goluri, cu Lufëtari terminând pe locul 4 în campionat. Abazaj a fost apreciat pentru performanțele sale pe tot parcursul sezonului, fiind numit unul dintre cei mai talentați jucători ai sezonului.
În timpul ferestrei de transfer de vară, Lufëtari a refuzat mai multe oferte pentru Abazaj din țară și din afara țării. A inceput al doilea sezon într-o forma bună, marcând singurul gol al echipei sale în înfrângerea cu 2-1 cu Teuta Durrës în prima etapă a campionatului. Acesta gol a fost urmat de un altul care s-a dovedit a fi cel câștigător, deoarece Lufetari a învins-o Laçi pentru a obține primele trei puncte ale sezonului.
Pe 17 decembrie, Abazaj a marcat în meciul din etapa a 15-a împotriva lui Partizani Tirana după ce a început o cursă de 70 de metri pe partea dreaptă driblându-l pe Labinot Ibrahimi, după care l-a învins pe Alban Hoxha cu un șut cu dreptul într-un meci câștigat cu 5-0. El a fost numit jucătorul lunii în campionatul Albaniei pentru luna decembrie, după ce a înscris trei goluri în patru meciuri, ajutându-și echipa în încercarea de a scăpa de retrogradare.
La sfârșitul sezonului 2017-2018, Abazaj a fost numit Talentul sezonului în Superliga Albaniei  devenind al doilea jucător al lui Luftëtari care a câștigat acest premiu.

### Skënderbeu Korçë
La 5 ianuarie 2018, Skënderbeu Korçë a anunțat că a semnat un pre-contract cu Abazaj pentru suma de 300.000 de euro. Jucătorul a continuat să joace pentru Luftëtari sub formă de împrumut până la sfârșitul sezonului.

### Anderlecht
La 16 aprilie 2018, s-a anunțat faptul că Abazaj a semnat un contract pe trei ani cu echipa belgiană Anderlecht. Suma transfer a fost de 750.000 € și jucătorul a venit la lot pe 1 iulie 2018.

## Cariera la națională

### Tineret
După forma bună arătată la Luftëtari, la 17 martie 2017, Abazaj a fost chemat de antrenorul Alban Bushi la echipa sub 21 de ani a Albaniei care a jucat cu Moldova în două meciuri amicale. El și-a făcut prima apariție pe 25 martie jucând 66 de minute în primul meci terminat cu o remiză fără goluri. Abazaj a înscris primul gol în al doilea meci, care a avut loc după două zile,ajutând-o pe Albania să câștige cu 2-0.
Abazaj a continuat să facă parte din echipa sub 21 de ani, fiind convocat în iunie pentru meciul amical împotriva Franței și pentru primul meci din grupele Campionatului European sub 21 de ani Uîmpotriva Estoniei din 2019. El și-a făcut debutul într-un meci oficial pentru Albania U-21 pe 12 iunie împotriva Estoniei, jucând 86 de minute într-o remiză fără goluri. Abazaj a marcat primele sale goluri în grupa de calificări în a treia etapă împotriva Islandei, la 4 septembrie 2017, în care a marcat de două ori pentru a o ajuta pe Albania să câștige cu 2-3, obținând astfel prima victorie în Grupa 2.

### Seniori
Abazaj a primit prima sa convocare la naționala de seniori a Albaniei din partea antrenorului Christian Panucci la 16 martie 2018 pentru meciul amical contra Norvegiei și a devenit primul jucător al lui Luftëtari din ultimii 30 de ani care a fost chemat la națională. La 29 mai 2018. Abazaj și-a făcut debutul pentru Albania în meciul amical cu Kosovo, după ce a intrat pe teren în minutul 69 în locul lui Emanuele Ndoj.

## Viața personală
Abazaj a declarat că fotbalistul lui preferat și totodată modelul lui în fotbal este atacantul brazilian Ronaldo. Într-un interviu acordat în decembrie 2018, Abazaj a dezvăluit că este un vechi fan al KF Tirana, adăugând că el mergea împreună cu familia pe stadion pentru a urmări meciurile echipei sale favorite atunci când era tânăr.

## Statistici privind cariera
Până pe 16 decembrie 2018
| Club                  | Sezon         | Campionat                 | Campionat | Campionat | Cupă    | Cupă   | Europa  | Europa | Total   | Total  |
| Club                  | Sezon         | Divizie                   | Meciuri   | Goluri    | Meciuri | Goluri | Meciuri | Goluri | Meciuri | Goluri |
| --------------------- | ------------- | ------------------------- | --------- | --------- | ------- | ------ | ------- | ------ | ------- | ------ |
| Elbasani              | 2015-2016     | A Doua Divizie a Albaniei | 13        | 7         | -       | -      | -       | -      | 13      | 7      |
| Luftëtari Gjirokastër | 2016-2017     | Superliga Albaniei        | 33        | 3         | 2       | 0      | -       | -      | 35      | 3      |
| Luftëtari Gjirokastër | 2017-2018     | Superliga Albaniei        | 29        | 8         | 3       | 0      | -       | -      | 35      | 13     |
| Luftëtari Gjirokastër | Total         | Total                     | 62        | 12        | 5       | 0      | -       | -      | 67      | 16     |
| Anderlecht            | 2018-2019     | Prima Ligă Belgiană       | 1         | 0         | -       | -      | -       | -      | 1       | 0      |
| Total carieră         | Total carieră | Total carieră             | 75        | 19        | 5       | 0      | -       | -      | 80      | 19     |

1. ↑  Meciuri în competițiile europene precum Liga Campionilor UEFA și Europa League

### Meciuri la națională
Până pe data de 29 mai 2018
| Echipa națională | An    | Meciuri | Goluri |
| ---------------- | ----- | ------- | ------ |
| Albania          | 2018  | 1       | 0      |
| Total            | Total | 1       | 0      |

## Palmares

### Individual
- Jucătorul lunii în Superliga Albaniei: decembrie 2017 [13]
- Talentul sezonului în Superliga Albaniei: 2017-2018 [14]